# Paio Viegas
Paio Viegas (1190 -?) foi um fidalgo Rico-Homem e cavaleiro medieval do Condado Portucalense e Senhor da Quinta de Matos, comarca de Lamego.

## Relações familiares
Foi filho de Egas Hermigues (1010 — 1095) e de Gontinha Eriz. Casou com Aldara de quem teve:
1. Ermigo Pais de Matos (1220 -?) Senhor de Sirqueiros.casou com Mécia Soeiro Cardoso.